# Cenarchaeum
Genre
Cenarchaeum est un genre d'archées de la famille des Cenarchaeaceae. Il contient notamment l'espèce Cenarchaeum symbiosum, un endosymbiote de l'éponge Axinella mexicana.

## Systématique
Le genre Cenarchaeum a été créé en 1996 par les biologistes américains Christina M. Preston (d), Ke Ying Wu (d), Tadeusz Franciszek Molinski (d) et Edward Francis DeLong (d),. 

## Liste d'espèces
Selon World Register of Marine Species (10 octobre 2022) :
- Cenarchaeum symbiosum Preston, Wu, Molinski & De Long, 1996

## Publication originale
- (en) Christina M. Preston, Ke Ying Wu, Tadeusz F. Molinski et Edward F. DeLong, « A psychrophilic crenarchaeon inhabits a marine sponge: Cenarchaeum symbiosum gen. nov., sp. nov », Proceedings of the National Academy of Sciences, Washington et États-Unis, NAS, vol. 93, no 13,‎ 25 juin 1996, p. 6241-6246 (ISSN 0027-8424 et 1091-6490, OCLC 43473694 et 1607201, PMID 8692799, PMCID 39006, DOI 10.1073/PNAS.93.13.6241, lire en ligne).